# Karin Park
Karin Maria Erika Park (Djura, 6 settembre 1978) è una cantante svedese che vive e opera in Norvegia.

## Biografia
Dopo essersi diplomata dal conservatorio a Stoccolma, Karin Park ha vissuto fra Bergen e il Giappone per alcuni anni, prima di stabilirsi in Norvegia e pubblicare nel 2003 il suo album di debutto Superworldunknown. Il disco ha debuttato all'11ª posizione nella classifica norvegese e ha venduto 10 000 copie in poco più di un mese. Ha fruttato alla cantante due candidature ai premi Spellemann, il principale riconoscimento musicale norvegese, per il miglior artista esordiente e per la miglior artista pop femminile. Il suo secondo ingresso in classifica è stato grazie al terzo album del 2009, Ashes to Gold, che ha debuttato al 32º posto in Norvegia.

## Discografia

### Da solista
Album in studio
- 2003 – Superworldunknown
- 2006 – Change Your Mind
- 2009 – Ashes to Gold
- 2012 – Highwire Poetry
- 2015 – Apocalypse Pop
- 2021 – Church of Imagination

EP
- 2018 – Blue Roses

Singoli
- 2003 – Superworldunknown
- 2003 – Fill It Up
- 2003 – Lucy's Heart
- 2006 – Masterpiece
- 2007 – Can't Stop Now
- 2009 – Ashes
- 2009 – Out of the Cage
- 2011 – Tiger Dream
- 2012 – Thousand Loaded Guns
- 2012 – Fryngies
- 2012 – Restless
- 2012 – Thousand Loaded Guns
- 2014 – Shine
- 2014 – Look What You've Done
- 2015 – Wear It Like You Deserve It (con i Systraskap)
- 2015 – Life Is Just a Dream/Human Beings
- 2015 – Hurricane
- 2015 – Stick to the Lie
- 2018 – Blue Roses
- 2020 – Empire Rising
- 2020 – Shape of a Child
- 2020 – Give

Come artista ospite
- 2010 – Polish Border (Ralph Myerz and the Jack Herren Band feat. Karin Park)
- 2013 – Everything (Maya Jane Coles feat. Karin Park)
- 2014 – Tokyo by Night (Axwell Remix) (Hook n Sling feat. Karin Park)
- 2015 – Line of Fire (Booka Shade feat. Karin Park)

### Con gli Årabrot
- 2016 – The Gospel
- 2018 – Who Do You Love
- 2019 – Die Nibelungen
- 2021 – Norwegian Gothic
- 2023 – Of Darkness and Light

EP
- 2018 – Sinnerman
- 2019 – Our Time Is Fix'd
- 2021 – The World Must Be Destroyed
- 2022 – Heart